# Zavadovského ostrov
Zavadovského ostrov je ostrov v Západním ledovém šelfu u východního pobřeží Antarktidy. Dosahuje výšky 197 m nad mořem a jeho povrch je zcela pokrytý ledem. Byl objeven sovětskou expedicí v roce 1956 a pojmenován podle kapitána Ivana Zavadovského, druhého velitele lodi Vostok během expedice Fabiana Bellingshausena v letech 1819–1821. Dominantou ostrova je aktivní sopka a nachází se zde obrovské kolonie tučňáka uzdičkového.